# Bahnhof Swakopmund
Der Neue Bahnhof Swakopmund (englisch New Swakopmund Station) ist der Bahnhof der Küstenstadt Swakopmund in Namibia. Er steht unweit des Flugplatzes Swakopmund am Ostrand der Stadt. Der Bahnhof wurde 2015 eröffnet.

## AlterneuerBahnhof
Der ehemalige neue Bahnhof befand sich bis zu seinem Abriss Mitte 2014 nahe dem Zentrum der Küstenstadt. Aufgrund von Immobilienentwicklungen auf dem Gelände, wurde der Bau des neuen Bahnhofs beim Flugplatz Swakopmund geplant.
Das Empfangsgebäude bestand aus einem einstöckigen Gebäude mit einer kleinen Halle. Der Bahnhof verfügte über drei Gleise, wovon zwei Gleise Durchgangsgleise waren. Neben Güterzügen hielt hier vor allem der luxuriöse Desert Express sowie die Züge der TransNamib StarLine. Er lag an der Bahnstrecke Kranzberg–Walvis Bay.
Der Bahnhof war 1993 etwa 500 Meter östlich des historischen Bahnhofsgebäudes errichtet, nachdem sich TransNamib entschieden hatte, den historischen Bahnhof zu schließen.

## Historischer Bahnhof
Der (historische) Bahnhof Swakopmund war einer der ersten Bahnhöfe Namibias. Er liegt im Stadtteil Swakopmund-Central.
Das historische Bahnhofsgebäude wurde 1901 nach Plänen des Architekten Carl Schmidt im Stile der Neorenaissance errichtet. Ein Großteil der Arbeiten wurde jedoch unter Aufsicht und Anleitung des Architekten Wilhelm Sander vollendet. Der Bahnhof war 1902 Teil der ersten Strecke im damaligen Deutsch-Südwestafrika zwischen Windhoek und Swakopmund. 1972 wurde das Bahnhofsgebäude als Nationales Denkmal anerkannt.
Ehemalige Bahnstrecken am historischen Bahnhof:
- Swakopmund–Windhoek (1902–1993)
- Stadtbahn (1906–1915)
- Otavibahn (1906–1993)
- Swakopmund–Walvis Bay (1914–1980 alt Streckenführung unmittelbar an der Atlantikküste)
- Swakopmund–Walvis Bay (1980–1993 neu Streckenführung im Inland)

1993 entschied sich TransNamib zusammen mit der südafrikanischen Hotelgruppe Legacy Group Holdings, das Bahnhofsgebäude in ein Luxushotel, das Swakopmund Hotel & Entertainment Centre umzubauen.

### Galerie

Historischer Bahnhof
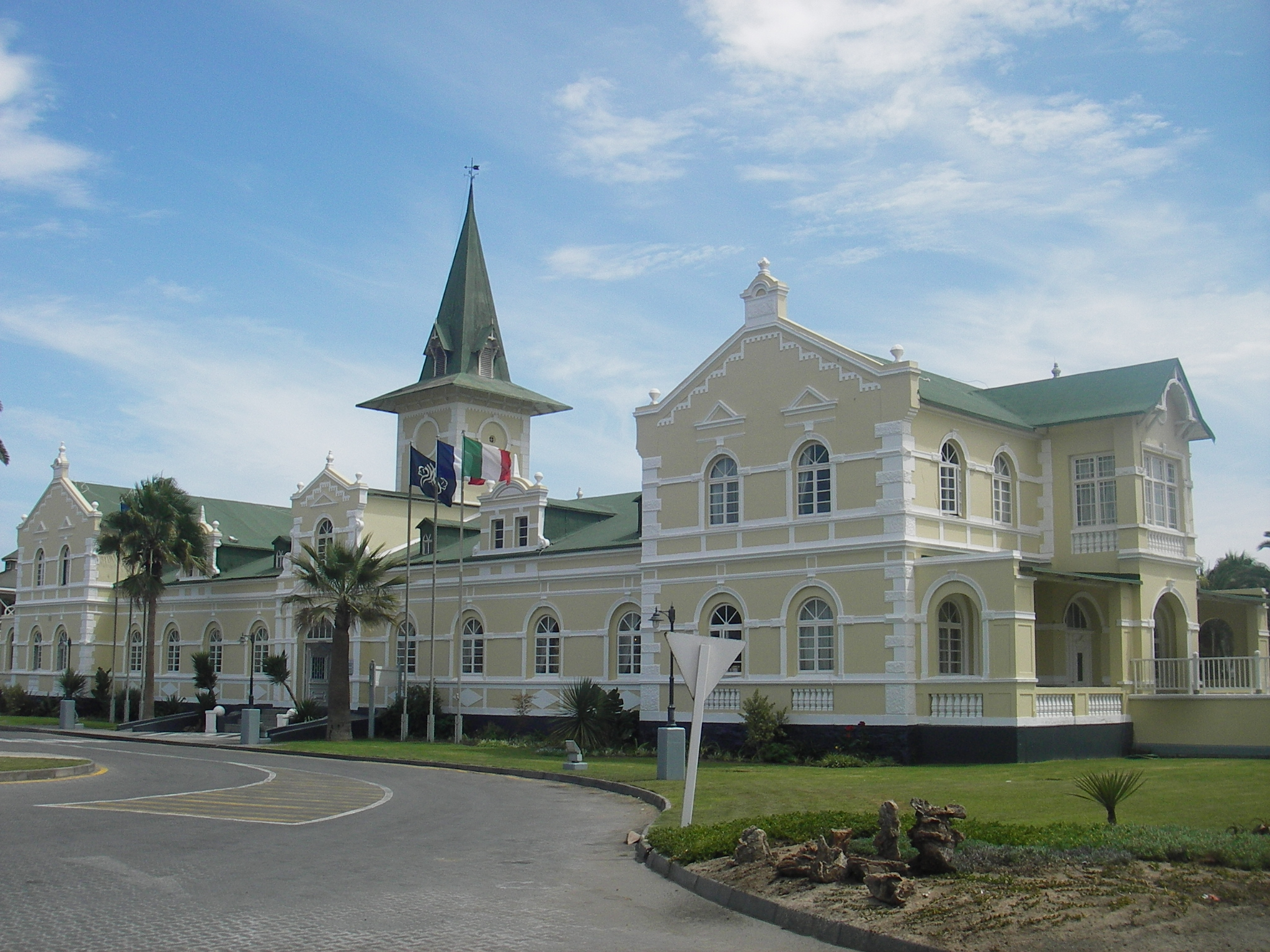
Swakopmund Hotel im historischen Bahnhof